# Альбрехт Саксен-Кобургский
Альбрехт Саксен-Кобургский (нем. Albrecht von Sachsen-Coburg; 24 мая 1648, Гота — 6 августа 1699, Кобург) — герцог Саксен-Гота-Альтенбургский, а впоследствии — Саксен-Кобургский.

## Биография
Альбрехт был сыном Саксен-Готского герцога Эрнста I и Саксен-Альтенбургской герцогини Елизаветы Софии. В 1675 году Эрнст I умер, а его семь сыновей первоначально стали соправителями, поскольку эрнестинцы до этого момента отвергали примогенитуру. По желанию отца дела герцогства вёл старший сын Фридрих I. Попытка держать общий двор в замке Фриденштайн в Готе оказалась неудачной, и в 1680 году наследство было поделено между семью братьями. Альбрехту досталась часть герцогства с городом Кобург.

## Семья
18 июля 1676 года Альбрехт женился в Готе на Марии Елизавете Брауншвейг-Вольфенбюттельской, дочери Августа Младшего и вдове герцога Адольфа Вильгельма Саксен-Эйзенахского. У них был один сын:
- Эрнст Август (1 сентября 1677 — 17 августа 1678)

24 мая 1688 года Альбрехт женился в Кобурге на Сюзанне Елизавете, дочери Николая Кемпинского, барона Швизица и Альтенгофена. В 1689 году император Леопольд I удостоил её титула имперской княгини. Детей у них не было.
Альбрехт скончался в 1699 году, не оставив наследников. Права на Саксен-Кобург предъявил его младший брат Иоганн Эрнст, вступив тем самым в длительную тяжбу с другим братом, Саксен-Мейнингенским герцогом Бернгардом I.